# Samarcanda
Samarcanda (en uzbeko: Samarqand, en ruso: Самарканд) es la segunda ciudad más grande de Uzbekistán, después de Taskent, tanto en población, como área e importancia industrial. Es a su vez capital de la región de Samarcanda. La Unesco declaró a esta ciudad de 2700 años de antigüedad como Patrimonio de la Humanidad en el año 2001, y fue inscrita como Samarcanda - Encrucijada de culturas.
Se han encontrado evidencias de actividad humana en el área de la ciudad desde el Paleolítico tardío, aunque no hay evidencia directa de cuándo fue exactamente fundada Samarcanda; algunas teorías señalan que fue fundada entre los siglos VIII y VII antes de Cristo. Prosperando desde su ubicación en la ruta de la seda entre China y el Mediterráneo, Samarcanda fue una de las más grandes ciudades de Asia Central.
La ciudad es conocida por ser un centro islámico de estudio académico. En el siglo XIV se convirtió en la capital del imperio de Timur (Tamerlán) y es el sitio de su mausoleo (el Gur-e Amir). La mezquita Bibi-Khanym (una réplica moderna) sigue siendo uno de los monumentos más notables de la ciudad. El Registán fue el antiguo centro de la ciudad, la cual ha conservado cuidadosamente las tradiciones de los antiguos oficios: bordados, bordados de oro, tejidos de seda, grabado sobre cobre, cerámica, tallado y pintura sobre madera.

## Historia
Samarcanda es una de las ciudades más antiguas del mundo aún habitadas. Dada su ubicación, prosperó debido a estar localizada en la Ruta de la Seda entre China y Europa. Llegó a ser una de las ciudades más grandes de Asia Central. 
Cerca de Samarcanda se encuentra el sitio arqueológico de Afrasiab, ciudad precursora de Samarcanda que fue fundada en el siglo VII a. C., Samarcanda fue capital de la satrapía de Sogdiana bajo la dinastía aqueménida de Persia, cuando Alejandro Magno la conquistó hacia el 329 a. C.. El historiador griego de la época imperial Arriano de Nicomedia describe que la ocupación de esta región no fue tarea fácil pues se opuso tenazmente a ser sometida, ya que tenía fácil defensa debido a su ciudadela como indica el historiador romano Quinto Curcio Rufo. Bajo el Imperio sasánida, Samarcanda floreció hasta volverse una de las ciudades más importantes del Imperio persa.
Aunque la región tenía lengua iraní, no estuvo políticamente unida con Persia entre los tiempos de Alejandro Magno y de la conquista musulmana de Persia. Los griegos se refirieren a ella como Maracanda. Durante la dinastía seleúcida pudo alcanzar los 40 000 habitantes. En el siglo VI fue parte de los dominios de un reino turco.
Al comienzo del siglo VIII Samarcanda fue sometida a control árabe. Bajo el poder de los abásidas, se obtiene el secreto de la fabricación de papel a partir de la confesión de dos prisioneros chinos capturados en la batalla del Talas en el año 751. Esto dio lugar a la primera fábrica de papel en el mundo islámico, que se fundó en Samarcanda. La invención luego se extendió al resto del mundo islámico, y de ahí a Europa. Del siglo VI al siglo XIII la ciudad creció y llegó a ser controlada por los köktürk, árabes abásidas, persas samaníes, turcos qarajánidas, turcos selyúcidas, karakitay, y jorezmitas.
Durante la Edad Media, las ciudades de Asia Central como Bujará, Samarcanda o Merv típicamente contaban con una ciudadela (kuhandiz) ubicada en terreno elevado y que servía como última línea de defensa. Luego tenían la zona intramuros (sharistán) donde vivía la mayoría de la población y se encontraban las principales edificaciones. Por último, tenían los suburbios (rabad) que se encontraban afuera de las murallas. Por entonces, Samarcanda se encontraba en el actual sitio arqueológico de Afrasiab, al norte del emplazamiento actual, donde un canal le suministraba agua desde el sur. Al norte tenía al río Siab y contaba con las puertas de Nowbahar (al oeste de su muralla), de Bujará (al norte), de Kesh (al sur) y de China (al este), apodadas así porque de ellas salían caminos que llevaban a esos lugares. Estas cuatro grandes puertas del sharistán eran al este Bab al Sin (hacia China), al oeste Bab al Nawbahar (que llevaba a un antiguo monasterio budista) y al sur Bab Kabir o Bab Kishsh.
La parte norte de la ciudad estaba sobre una meseta y contaba con el gran palacio de los abásidas y dos más pequeños de época omeya, una mezquita del siglo VIII y una ciudadela levantada sobre una plataforma artificial. Las capitales persas tenían un palacio intramuros (andarun) y otro extramuros (birun) conectados por pasadizos secretos. La ciudadela contenía las oficinas administrativas (dar-al-imara) y la prisión (habs). La ciudad interior también se ubicaba en terreno elevado y contaba con casas de arcilla y madera y una zanja (jandak) formada con la tierra extraída para construir su muro. También disponía de una plaza central (Ra'sal tak) por un acueducto subterráneo entubado en plomo que permitía regar un extenso sistema de jardines urbanos atendidos por zoroastrianos. Al sur crecieron suburbios donde vivían las clases populares. Un muro exterior rodeaba los suburbios y tenía ocho puertas; en esa zona estaban la mayoría de los bazares, almacenes y caravasares.

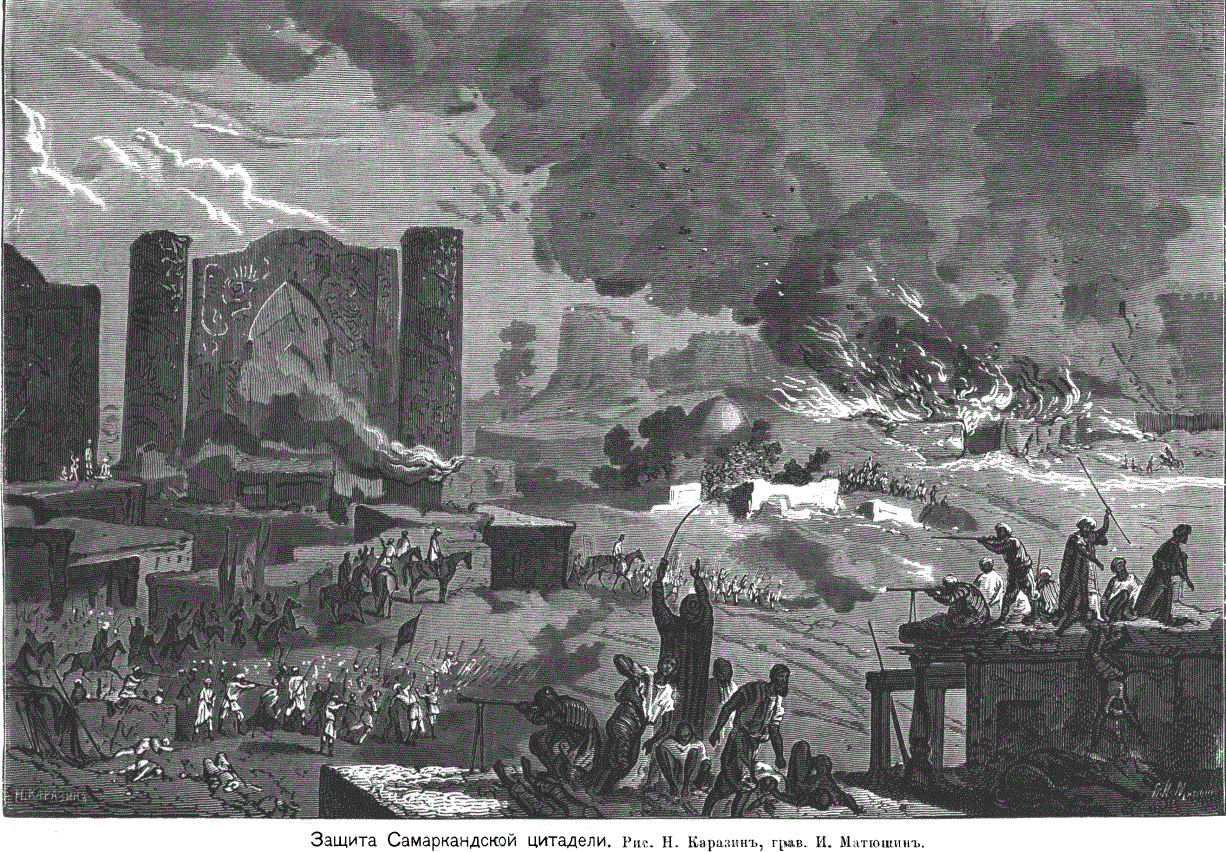
Defensa por parte de las tropas rusas de la ciudadela de Samarcanda contra el Emir de Bujará.

La época dorada de esta urbe fue durante los samánidas, que gracias al desarrollo de los sistemas de irrigación y convertirse en el centro económico de ese reino, pudo alcanzar el medio millón de habitantes. Sin embargo, dicha estimación ha sido considerada una exageración. Lo seguro es que entre los años 800 y 1000, Samarcanda fue la mayor ciudad de Transoxiana. Según R. W. Bulliet, Isfahán, Ray, Nishapur, Merv, Bujará, Samarcanda, Balj y posiblemente otras urbes superaban los cien mil habitantes. El historiador Aiyub Palmer estimaba que pudo alcanzar los 120 000 en su época de esplendor, en el siglo IX, basándose en el área que ocupaba su shahristán, mientras que su colega canadiense Maria Subtelny creía que pudo tener 100 000 a 110 000 habitantes en el siglo XII. El orientalista ruso Aleksandr Yakubovski creía que durante el esplendor de los karajánidas, las ciudades de Asia Central eran mucho mayores que las de Europa, y algunas como Samarcanda superaron los 200 000 habitantes en el siglo X. Su colega y compatriota, Vasili Shishkin, reconocía que no hay forma de saber la población de la Samarcanda medieval, pero considerando el grado de edificación y extensión de la ciudad, podían ser 100 000 a 150 000 personas durante los siglos XI y XII.
El historiador ruso Oleg Bolshakov calculó la densidad demográfica promedio de una ciudad de Asia Central del siglo VIII, equivalente a su área central (sharistán) en los siglos IX y XII. El arqueólogo ruso Alfred Jalikov estimaba que la ciudad tenía un área urbana de 219 hectáreas, pero si se incluían sus arrabales crecía hasta las 1500. Su colega, Aleksandr Kudriávtsev, estimaba que la ciudad sólo abarcaba 350 a 400 hectáreas. En cambio, la arqueóloga rusa Svetlana Lunina creía que el sharistán abarcaba 65 hectáreas. Veronika Voronina, otra historiadora, creía que el sharistán tenía 65 hectáreas y un rabad de 200 más un perímetro amurallado de 6 kilómetros. En esa época, la mayoría de las ciudades no tenía un sharistán mayor a 15 hectáreas, como la fortaleza de Kafir-Kala, «Castillo de los Infieles», al sur de Samarcanda y que tenía 16 hectáreas.
En el caso de Samarcanda, algunos habitantes del sharistán se desplazaron al sur de Afrasiad, que pronto alcanzó un desarrollo urbano similar. Así, Bolshakov estimó que toda Afrasiad (la parte antigua de la ciudad) tenía una densidad de 150 personas por hectárea, mayor que Bujará y menor que Panjakent (30 000 a 35 000 habitantes). En los arrabales del sur pudieron tener una densidad menor, 75 a 100 personas por hectárea (40 000 habitantes) y los ubicados al norte y sur probablemente no vivían más de 5000 a 10 000 personas (sus límites son difusos). Además, varias aldeas se consideraban barrios suburbanos de la urbe (mahallas) porque estaban dentro del área rodeada por sus murallas (unas 9000 hectáreas) y les estima una densidad media de 2 personas por hectárea (unas 18 000 personas). Así, Bolshakov estimó que para el siglo X Samarcanda tenía 100 000 a 110 000 habitantes.
Según el demógrafo Tertius Chandler, la urbe tenía más de 40 000 a 75 000 habitantes en el año 800, 80 000 en el 900, 75 000 a 80 000 en el año 1000, 40 000 en 1100, 50 000 a 60 000 en 1150 y se mantuvo en esos niveles hasta el año 1200, con 60 000 ú 80 000 habitantes. En 1210, la ciudad quedó bajo poder de los jorezmitas, pero dos años más tarde estalló una revuelta en que fueron asesinados 8000 a 10 000 jorezmitas que vivían en ella. En respuesta, el sah Mohamed II tomó la ciudad y mató a 10 000 locales en venganza; para conseguir algunos apoyos, el sah hizo construir la mezquita del Viernes. De todas formas, por su importancia política y económica, la convirtió en su nueva capital en 1213-1214.
El viajero Benjamín de Tudela estimaba que el número de judíos en la ciudad era de 50 000 en 1170, cifra considerada exagerada. El historiador francés Étienne de la Vaissière estimaba el área de todo el oasis de Samarcanda en 3500 km², con una población de dos millones de personas en el siglo X.
Chandler uso el área aproximada que estimaban para la ciudad intramuros (sharistán) para calcular la población, estimada en unos 100 habitantes por hectárea. Hacia 980 estimaba que sus muros tenían una longitud de 2 parasangas (11 km), envolviendo un área de 800 hectáreas y, por lo tanto, 80 000 habitantes. En el siglo XI, se estima un muro de 8 km y un área urbanizada de 400 hectáreas, es decir, 40 000 habitantes. En 1497 sus muros se estiman en casi 10 km y un área urbanizada de 600 hectáreas, es decir, 60 000 habitantes.

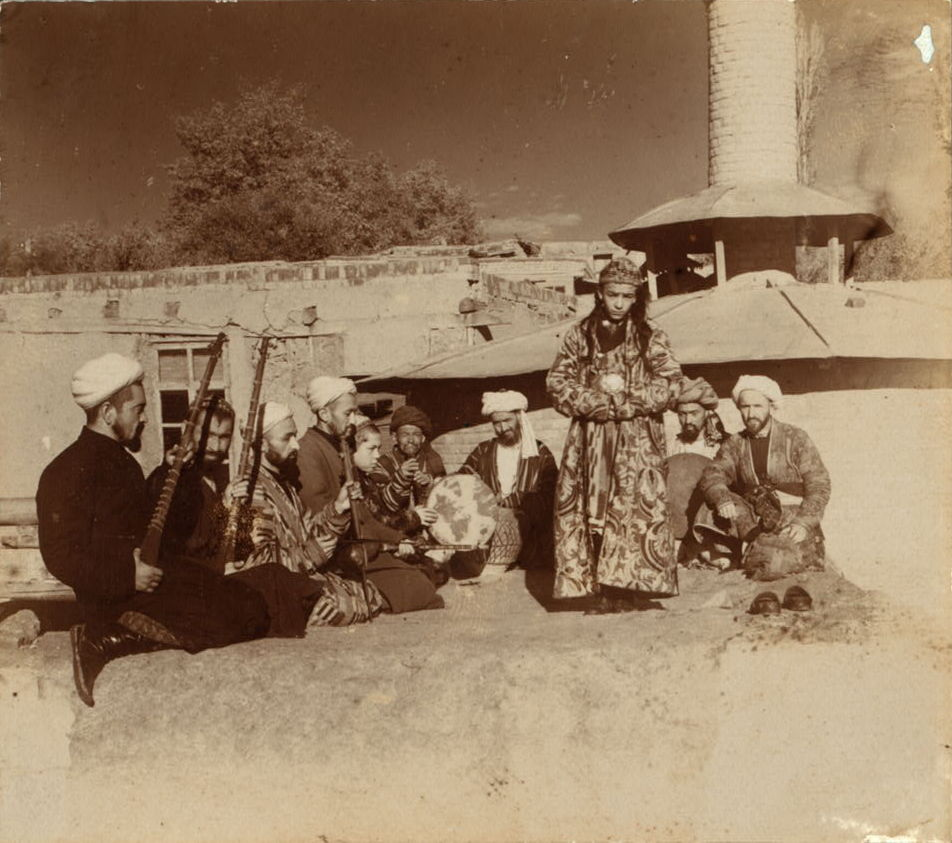
Danza de un bacha («bailarín»), c. 1905-1915.

Fue saqueada por los mongoles de Gengis Jan en 1220. Las fuentes estiman que 50 000 personas murieron y 30 000 fueron deportados, sólo un cuarto sobrevivió. Chandler usó esos datos para estimar que la población pasó de 106 000 a 26 000. Samarcanda sufrió una vez más otro ataque mongol liderado por Baraq Jan para obtener tesoros para pagarle a su ejército. Tras varias décadas la ciudad se recuperó de estos desastres. En 1365 tuvo lugar una revuelta contra el dominio mongol. El período timúrida fue el más significante para Samarcanda, entre los siglos XIV y XV. En 1370, Tamerlán decidió hacer de Samarcanda capital de su imperio, que se extendía desde India hasta Turquía. Durante 35 años construyó una nueva ciudad, poblándola con artesanos de todas las regiones que había capturado. Tamerlán se ganó fama de sabio y generoso, y Samarcanda se convirtió en el centro de la región de Transoxiana. Durante este tiempo tenía una población de alrededor de 150 000. Un siglo después de los viajes de Marco Polo en la ruta de la seda, el embajador del rey castellano Enrique III, Ruy González de Clavijo llegó a Samarcanda en 1404, con la intención de crear una alianza con Tamerlán para guerrear contra los turcos, pero la prematura muerte de Tamerlán frustró estas intenciones, aun así todas estas experiencias fueron anotadas por González de Clavijo en el libro Embajada a Tamorlán. Un barrio de la ciudad recibe el nombre de "Madrid" en honor a esta expedición. Sin embargo, en 1450 había decaído a 75 000 habitantes.
En el 1499 los uzbekos se hacen con el control de Samarcanda. Hacia el 1500 tenía una población de 60 000 personas y en 1575 50 000. Los shaybánidas surgen como los líderes uzbekos de la región. En el siglo XVI, los shaybánidas trasladan su capital a Bujará y Samarcanda entra en declive.

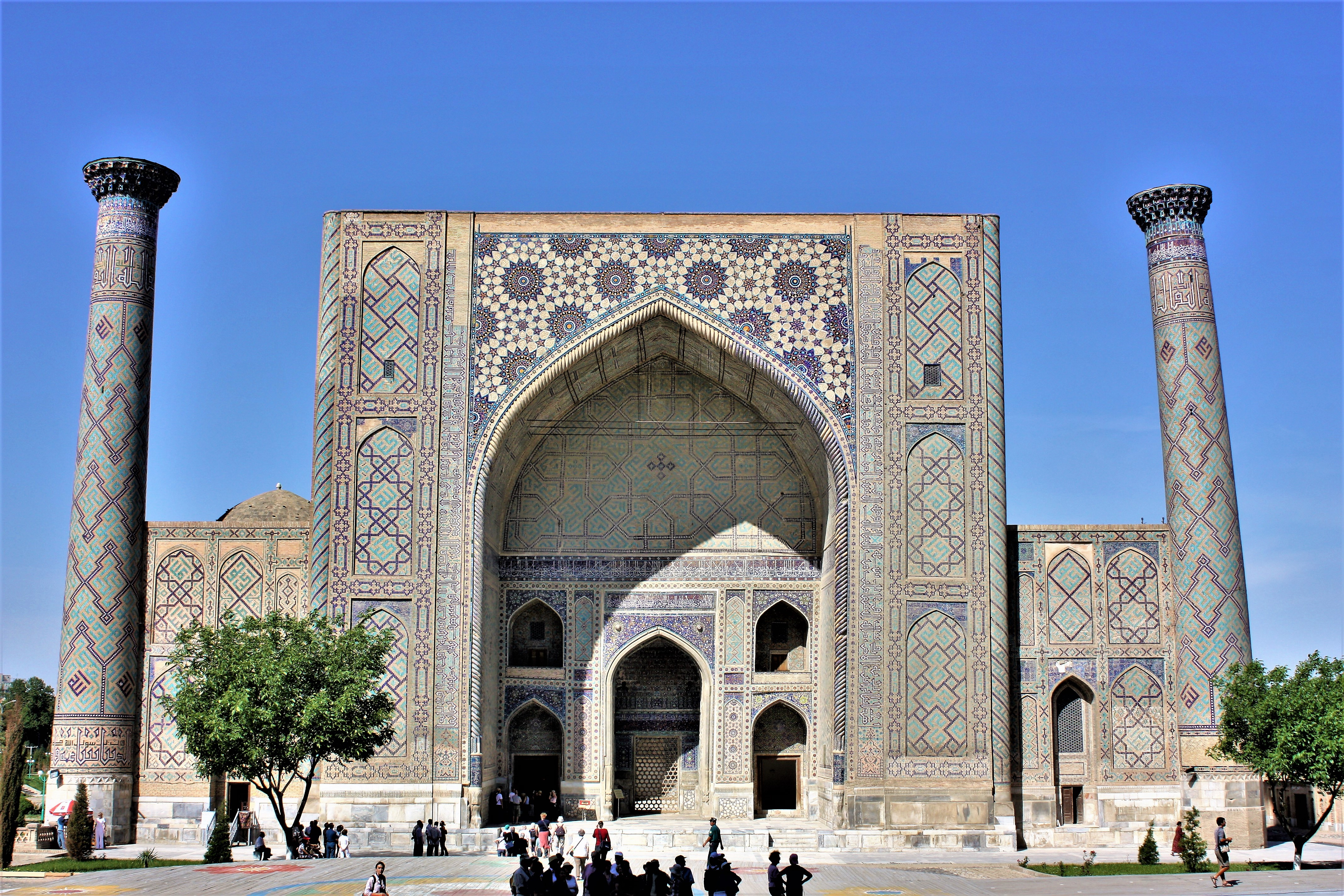
Madrasa Ulugh Beg.

Después de un asalto por parte del rey persa, Nadir Sah, la ciudad fue abandonada en el siglo XVIII, alrededor del 1720. Desde 1784 Samarcanda fue gobernado por los emires de Bujará. En 1834 tenía apenas 8000 habitantes, en 1870 30 000 y en 1900 58 000.
La ciudad pasó a manos rusas después de que la ciudadela fuera tomada por una fuerza bajo el coronel Aleksandr Abrámov en 1868. Poco después la pequeña guarnición rusa de 500 hombres fue sitiada. El asalto fue dirigido por Abdul Malik Tura, el hijo mayor del Emir de Bujará, pero este fue derrotado sufriendo fuertes pérdidas. Ascendido a general, Abrámov se convirtió en el primer gobernador del distrito militar que los rusos establecieron a lo largo del curso del río Zeravshan, con Samarcanda como centro administrativo. La parte rusa de la ciudad empezó a construirse a partir de esta fecha, mayormente al oeste de la ciudad vieja.
La ciudad se convirtió después en la capital del Óblast de Samarcanda en el Turquestán ruso y creció en importancia sobre todo cuando el ferrocarril Trans-Caspio llegó a la ciudad en 1888. En 1925 se convirtió en la capital de la República Socialista Soviética de Uzbekistán (RSSU), antes de ser sustituida en 1930 por Taskent, la actual capital de Uzbekistán. En 1939 Samarcanda tenía una población de 134 346 habitantes.

## Geografía
Samarcanda se localiza a una altitud de 702 m sobre el nivel medio del mar. La ciudad se ubica 400 km al norte de la Cordillera de Pamir, en pleno valle de Zarafshan.

## Clima
Cuenta con un clima mediterráneo (Csa, según la clasificación climática de Köppen) que bordea de cerca en un clima semiárido, con veranos calurosos y secos e inviernos relativamente húmedos variables que alternan períodos de clima cálido con períodos de clima frío. Los meses más calurosos del año son julio y agosto, con temperaturas que alcanzan y superan los 40 °C. La mayor parte de la escasa precipitación se produce desde diciembre hasta abril. El mes de enero de 2008 fue particularmente frío y las temperaturas bajaron a -22 °C.
| Parámetros climáticos promedio de Samarcanda (1991-2020) | Parámetros climáticos promedio de Samarcanda (1991-2020) | Parámetros climáticos promedio de Samarcanda (1991-2020) | Parámetros climáticos promedio de Samarcanda (1991-2020) | Parámetros climáticos promedio de Samarcanda (1991-2020) | Parámetros climáticos promedio de Samarcanda (1991-2020) | Parámetros climáticos promedio de Samarcanda (1991-2020) | Parámetros climáticos promedio de Samarcanda (1991-2020) | Parámetros climáticos promedio de Samarcanda (1991-2020) | Parámetros climáticos promedio de Samarcanda (1991-2020) | Parámetros climáticos promedio de Samarcanda (1991-2020) | Parámetros climáticos promedio de Samarcanda (1991-2020) | Parámetros climáticos promedio de Samarcanda (1991-2020) | Parámetros climáticos promedio de Samarcanda (1991-2020) |
| Mes                                                      | Ene.                                                     | Feb.                                                     | Mar.                                                     | Abr.                                                     | May.                                                     | Jun.                                                     | Jul.                                                     | Ago.                                                     | Sep.                                                     | Oct.                                                     | Nov.                                                     | Dic.                                                     | Anual                                                    |
| -------------------------------------------------------- | -------------------------------------------------------- | -------------------------------------------------------- | -------------------------------------------------------- | -------------------------------------------------------- | -------------------------------------------------------- | -------------------------------------------------------- | -------------------------------------------------------- | -------------------------------------------------------- | -------------------------------------------------------- | -------------------------------------------------------- | -------------------------------------------------------- | -------------------------------------------------------- | -------------------------------------------------------- |
| Temp. máx. abs. (°C)                                     | 23.2                                                     | 26.7                                                     | 32.2                                                     | 36.2                                                     | 39.5                                                     | 41.6                                                     | 42.4                                                     | 41.0                                                     | 38.6                                                     | 35.2                                                     | 31.5                                                     | 27.5                                                     | 42.4                                                     |
| Temp. máx. media (°C)                                    | 7.3                                                      | 9.5                                                      | 15.2                                                     | 21.4                                                     | 27.0                                                     | 32.4                                                     | 34.5                                                     | 33.3                                                     | 28.6                                                     | 22.0                                                     | 14.4                                                     | 9.1                                                      | 21.2                                                     |
| Temp. media (°C)                                         | 2.3                                                      | 4.0                                                      | 9.3                                                      | 15.2                                                     | 20.4                                                     | 25.4                                                     | 27.2                                                     | 25.6                                                     | 20.6                                                     | 14.1                                                     | 8.0                                                      | 3.7                                                      | 14.7                                                     |
| Temp. mín. media (°C)                                    | -1.3                                                     | -0.2                                                     | 4.6                                                      | 9.7                                                      | 14.1                                                     | 18.0                                                     | 19.5                                                     | 17.9                                                     | 13.5                                                     | 7.8                                                      | 3.2                                                      | -0.2                                                     | 8.9                                                      |
| Temp. mín. abs. (°C)                                     | -25.4                                                    | -22.0                                                    | -14.9                                                    | -6.8                                                     | -1.3                                                     | 4.8                                                      | 8.6                                                      | 7.8                                                      | 0.0                                                      | -6.4                                                     | -18.1                                                    | -22.8                                                    | -25.4                                                    |
| Precipitación total (mm)                                 | 41                                                       | 53                                                       | 73                                                       | 64                                                       | 41                                                       | 7                                                        | 2                                                        | 2                                                        | 3                                                        | 16                                                       | 40                                                       | 39                                                       | 381                                                      |
| Nevadas (cm)                                             | 3                                                        | 2                                                        | 0                                                        | 0                                                        | 0                                                        | 0                                                        | 0                                                        | 0                                                        | 0                                                        | 0                                                        | 0                                                        | 2                                                        | 7                                                        |
| Días de lluvias (≥ 1 mm)                                 | 8                                                        | 10                                                       | 13                                                       | 11                                                       | 9                                                        | 3                                                        | 2                                                        | 1                                                        | 2                                                        | 6                                                        | 8                                                        | 9                                                        | 82                                                       |
| Días de nevadas (≥ 1 mm)                                 | 9                                                        | 7                                                        | 3                                                        | 0.3                                                      | 0.1                                                      | 0                                                        | 0                                                        | 0                                                        | 0                                                        | 0.3                                                      | 2                                                        | 6                                                        | 27.7                                                     |
| Horas de sol                                             | 132.9                                                    | 130.9                                                    | 169.3                                                    | 219.3                                                    | 315.9                                                    | 376.8                                                    | 397.7                                                    | 362.3                                                    | 310.1                                                    | 234.3                                                    | 173.3                                                    | 130.3                                                    | 2953.1                                                   |
| Humedad relativa (%)                                     | 76                                                       | 74                                                       | 70                                                       | 63                                                       | 54                                                       | 42                                                       | 42                                                       | 43                                                       | 47                                                       | 59                                                       | 68                                                       | 74                                                       | 59.3                                                     |
| Fuente n.º 1: Погода и климат                            |                                                          |                                                          |                                                          |                                                          |                                                          |                                                          |                                                          |                                                          |                                                          |                                                          |                                                          |                                                          |                                                          |
| Fuente n.º 2: NOAA (Horas de sol, 1961-1990)             |                                                          |                                                          |                                                          |                                                          |                                                          |                                                          |                                                          |                                                          |                                                          |                                                          |                                                          |                                                          |                                                          |

## Principales monumentos

### Registán
Uno de los paisajes más fantásticos en el Asia central, que definieron las reglas básicas de la arquitectura islámica entre el mediterráneo y el subcontinente indio. La palabra Registán significa «lugar de arena», dado que fue construido sobre el lecho seco de un río. Fue el centro medieval de Samarcanda.
Se compone de tres grandes madrasas que rodean una gran plaza.
- La Madrasa Ulugh Beg, situada en el oeste se terminó en 1420 durante el gobierno de Ulugh Beg y contiene mosaicos con temas astronómicos. Contiene alrededor de 100 estudiantes que enseñan las ciencias, la astronomía y la filosofía, además de la teología.
- La Madrasa Sherdar, situada en el este se completó en 1636 por el shaybánida Emir Yalangtush Bahadur como un reflejo exacto de la Madrasa Ulugh Beg, con excepción de la decoración de dos rugientes leones (o tigres) que desafían la prohibición del islam de representar seres vivos.
- La Madrasa Tilla-Kari, en el medio se terminó en 1660 y cuenta con decoración dorada y un agradable patio. Construida también por el monarca Yalangtush.

### Mezquita Bibi Khanum

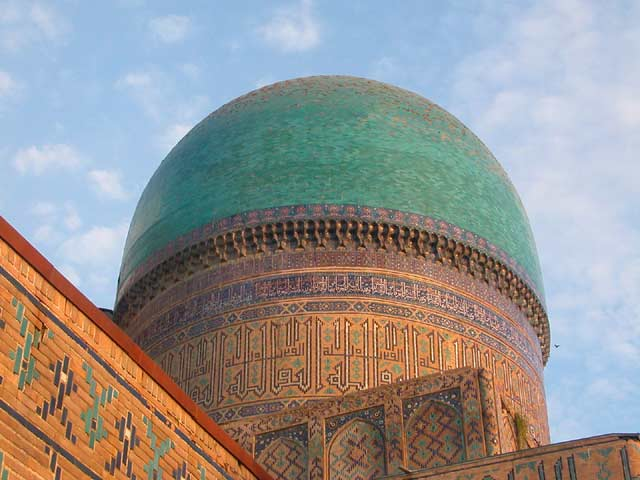
Cúpula de la mezquita Bibi Khanum.

Algunos sostienen que esta gigantesca mezquita en ruinas fue construida por la esposa de Tamerlán, Bibi Khanum, mientras este estaba de campaña fuera de la ciudad. Según una de las leyendas, el arquitecto cayó enamorado de ella y se negó a completar el trabajo acordado a menos que le diera un beso a él. El beso dejó una marca en ella y la indignación de Tamerlán fue tal que mandó buscarlo, pero ya había muerto. No existe una fuente fiable que mencione a la esposa de Tamerlán, que se conocía por el nombre de 'Bibi Khanum' (que literalmente significa mujer-mujer o la reina de todas las mujeres en persa).
En cualquier caso, la mezquita, con su puerta principal de más de 35 metros de altura, es uno de los más grandes y grandiosos edificios en Samarcanda, tenía cuatro minaretes, el patio central estaba enlosado con placas de mármol y de cerámica y rodeado por un corredor de arcadas con 400 columnas de mármol blanco coronadas por cúpulas. En su mayoría se derrumbó en un terremoto en 1897, pero ahora ha sido restaurada por el Gobierno con el azulejo original. Aunque hoy aún impresiona por sus desmedidas dimensiones es tan sólo una sombra de lo que fue.

### Necrópolis Shah-i-Zinda

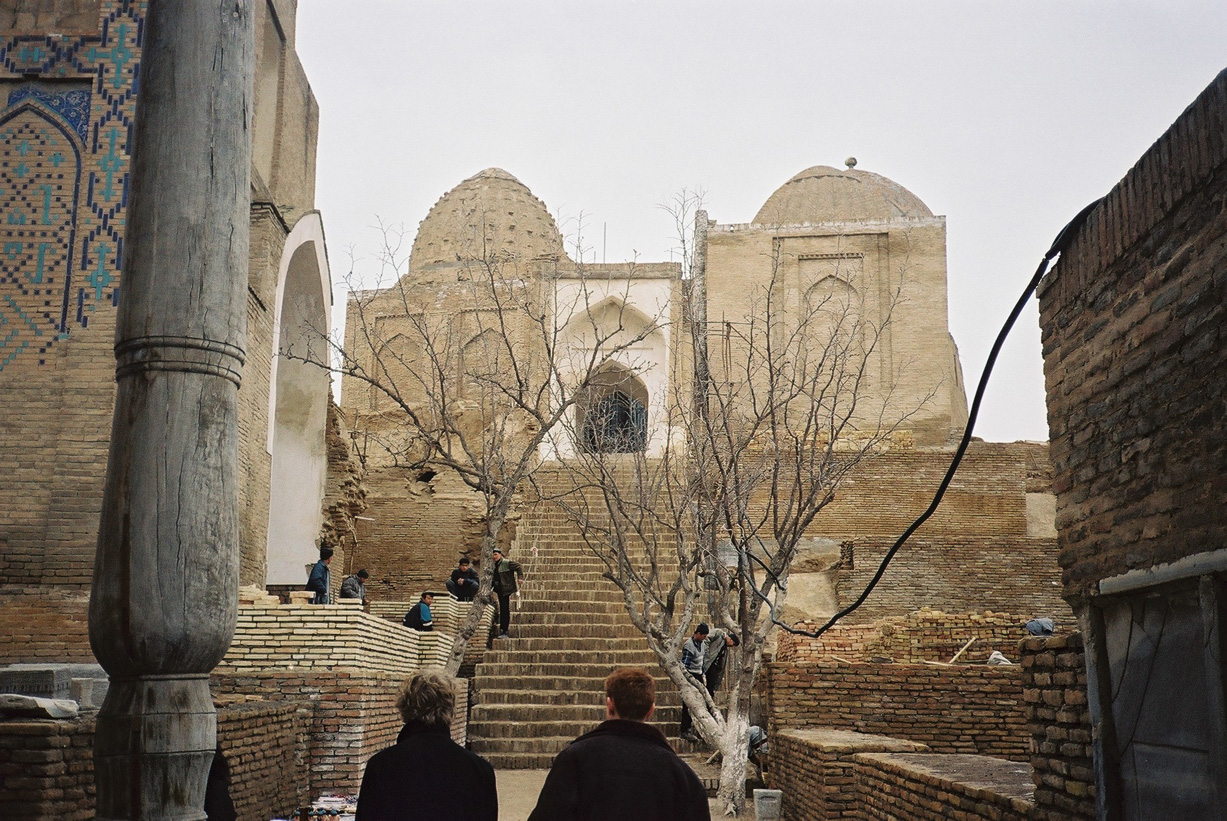
Entrada a la necrópolis Shah-i-Zinda.

El complejo se basa en la tumba de Qutham ibn Abbas, un primo del Profeta Mahoma que trajo el islam a esta zona y fue decapitado por los infieles en el momento de la oración. Sostuvo Abbas por un milagro su cabeza en sus manos, descendió a un pozo y allí vivió. Su santuario es uno de los edificios más antiguos en Samarcanda. El enfoque de la tumba es una gran necrópolis construida sobre las ruinas de la antigua ciudad sogdiana. Las excavaciones han demostrado que hasta la primera mitad del siglo XI esta ladera de suaves colinas estaba toda ella cubierta de lujosas mansiones, próximas a la muralla. En la segunda mitad del siglo comienza la población de la ciudad a enterrarse aquí en las cercanías de la tumba. En los años del gobierno de Tamerlán se convirtió en la necrópolis de la dinastía timúrida, con más de veinte mausoleos. Uno de los mausoleos levantados en el siglo XV, se supone que pertenece al compañero de Ulugh Beg, el famoso astrónomo Kazy Zadé Roumi; también se encuentran los mausoleos de la madre del emir Hussein, uno de los mejores generales de Tamerlán, el de la segunda hermana de Tamerlán, con una original cúpula; el mausoleo de Bouroundonk, general de Tamerlán que se distingue por su sobriedad y demás personas de primera fila en la sociedad de Samarcanda.
Muchas personas consideran que es uno de los más bellos monumentos en Samarcanda, por sus hermosas baldosas mayólicas de color azul verdoso.

### Mausoleo Gur-e Amir

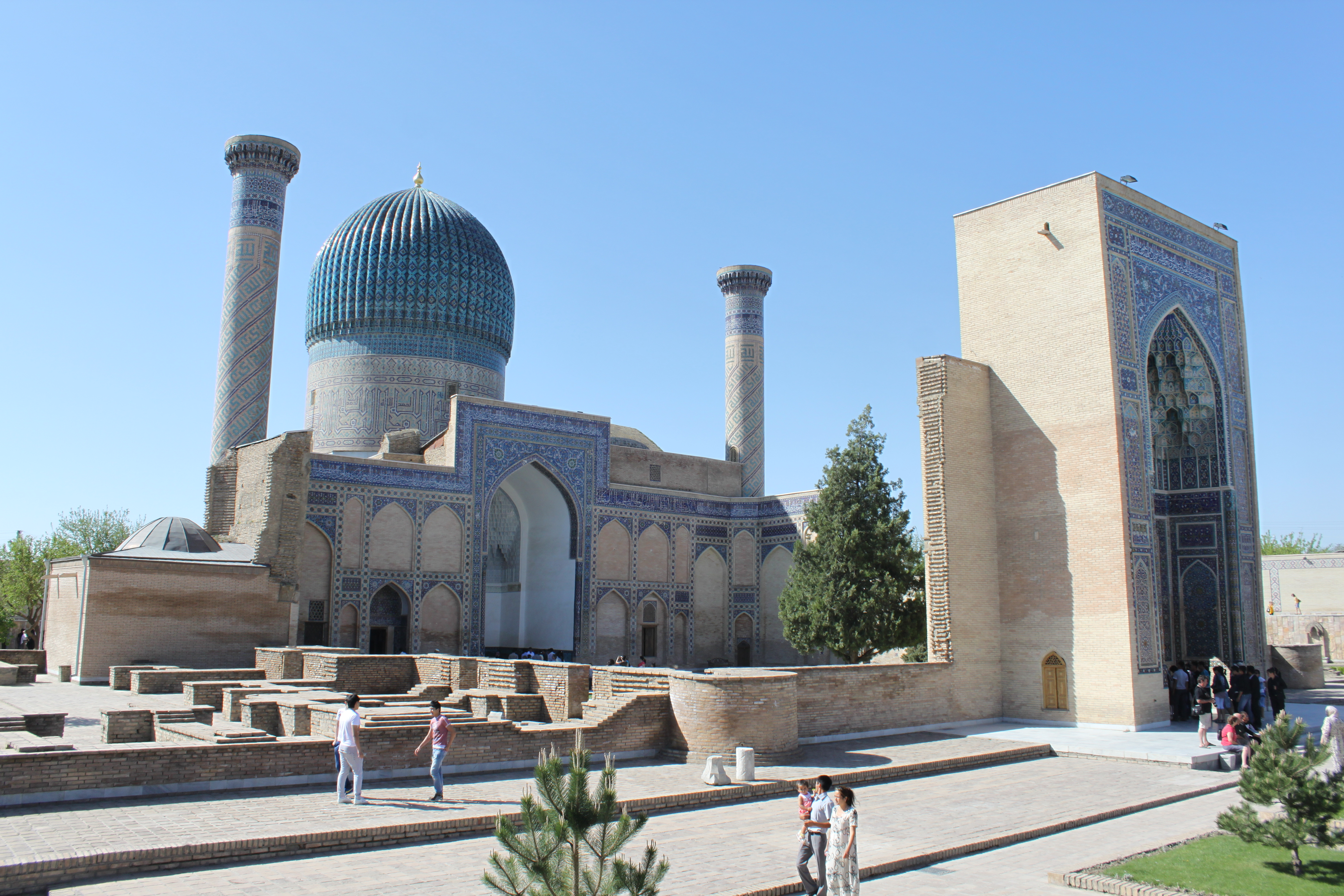
Mausoleo Gur-e Amir.

Gur-e Amir significa en persa "Tumba del Rey"; es donde está enterrado el conquistador Tamerlán. Es uno de los monumentos mejor conservados de la ciudad; fue restaurado por la URSS y actualmente se encuentra en su situación primitiva.
El mausoleo es un octógono con un tambor cilíndrico en el interior coronado con una gran cúpula; el exterior está recubierto de mosaicos en color azul verdoso. Debajo de la cúpula están las tumbas, con la de Tamerlán en el centro rodeada de otras cinco.
Ocupa un importante lugar en la historia de la arquitectura islámica como precursor y modelo de las grandes tumbas de Humayun en Delhi y del Taj Mahal en Agra, construidas por los descendientes de Timur, que dominaron la dinastía mogol del norte de la India.

### Las ruinas de Afrasiab
Al nordeste se encuentra el lugar arqueológico de la antigua Samarcanda (Maracanda) o Afrasiab. El Museo de Afrasiab tiene algunos frescos sogdianos del siglo VII. Se supone que alberga la tumba de Daniel, el profeta del Antiguo Testamento. El edificio es largo, bajo la estructura con cinco cúpulas, se encuentra un inmenso sarcófago de 18 metros de largo. Según la leyenda, el cuerpo de Daniel crece una pulgada por año, de ahí viene la longitud de la tumba.

### Observatorio de Ulugh Beg

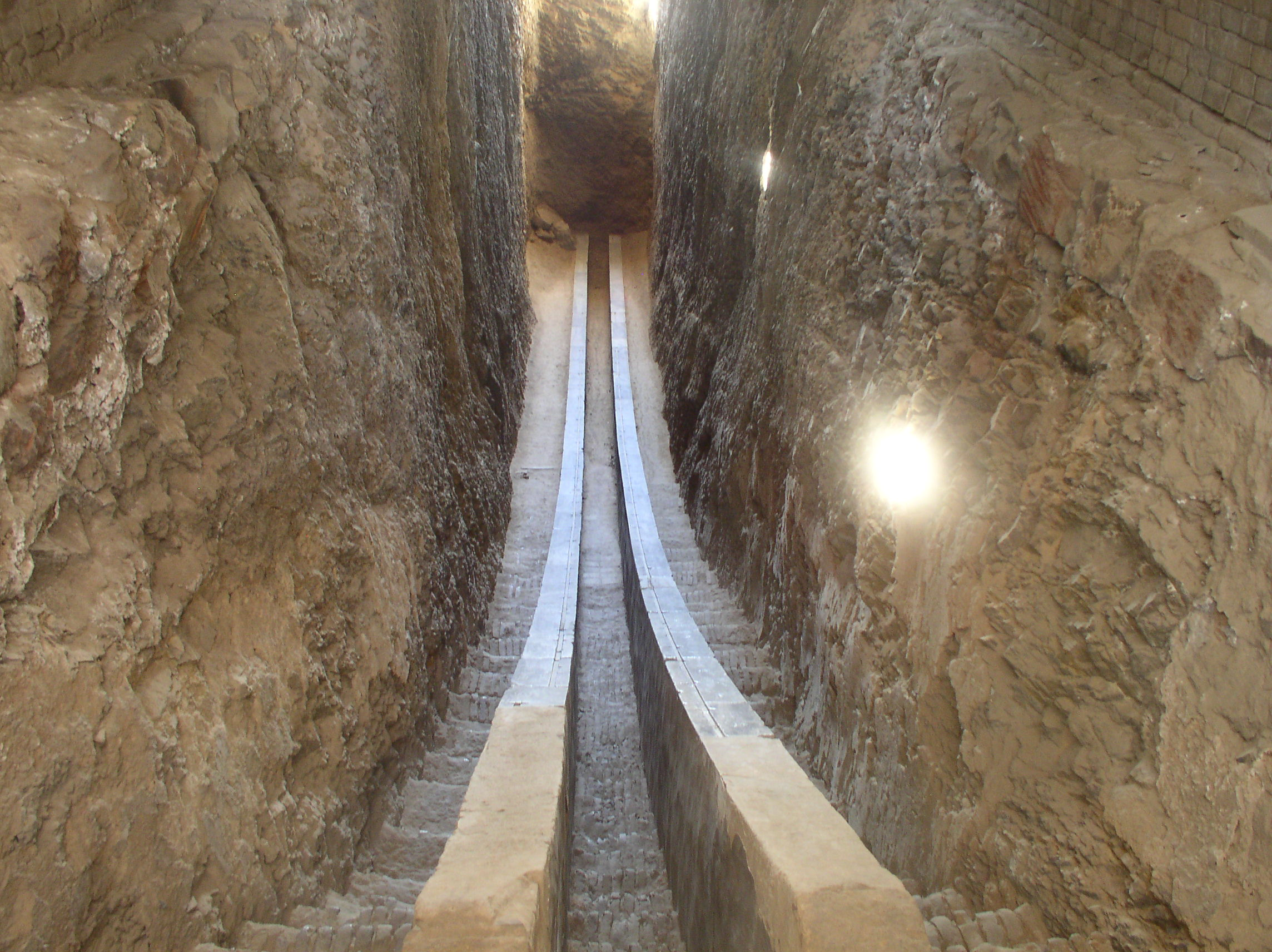
Sextante mural de Ulugh Beg, construido en Samarcanda, durante el.

Ulugh Beg, nieto de Tamerlán, fue probablemente más famoso como astrónomo que como gobernante. Sus obras sobre astronomía eran conocidas incluso en Europa. En torno a los años 1420, Ulugh Beg construyó un inmenso sextante astronómico de 3 pisos de altura, uno de los más grandes jamás construido, con el fin de medir las posiciones de las estrellas con una precisión sin precedentes. El observatorio fue destruido deliberadamente en 1449.
Los restos fueron desenterrados en 1908 y el museo, que fue inaugurado por las autoridades soviéticas en 1964, está lleno de documentación de todos los tiempos y países relacionados con la astronomía y Ulugh Beg.

## Transporte
El Aeropuerto Internacional de Samarcanda es de gestión pública, es decir, está a cargo del gobierno. Se encuentra a 678 metros sobre el nivel del mar.
Las principales aerolíneas que lo utilizan son: Domodédovo Airlines, cuyo centro de operación está situado en Moscú; Rossiya, la aerolínea con base en San Petersburgo; y Uzbekistán Airways, la compañía estatal nacida en 1992, sobre la que se está negociando la privatización con empresas de capitales rusos.
Samarcanda dispone de una importante estación de ferrocarril que la conecta a otras ciudades uzbekas y de Asia Central. En 2011, se abrió el primer ferrocarril de alta velocidad Taskent-Samarcanda en Asia Central. El tren de esta vía de alta velocidad es Afrosiyob (modificación Talgo 250), con una velocidad máxima de 250 km/h. En septiembre de 2015, el ferrocarril de alta velocidad se extendió a la ciudad de Qarshi y en septiembre de 2016 a Bujará.